# Каратон-Кошкимбет
Каратон-Кошкимбет — нефтегазовое месторождение, расположенное в Жылыойском районе Атырауской области Казахстана, в 150 км к юго-востоку от города Атырау. Относится к Прикаспийской нефтегазовой провинции.

## Описание
Месторождение приурочено к двукрылой солянокупольной структуре. Глубина залегания надсолевого этажа колебляется от 70 до 1168 м. Нефтеносность связана с отложениями палеогена, верхнего и нижнего мела, средней юры. Глубина залегания палеогенового горизонта составляет 70—169 м, верхнемеловых — 213 м, альбских — 665—864 м, неокомского — 670—930 м, среднеюрского − 1122—1168 м. Высота залежи в палеогене составляет 11—40 м, маастрихте 70 м, альбе 5—60 м, апте 9—93 м, неокоме 15—65 м и средней юре 30—84 м.
Нефтегазоносные пласты образованы в слоях терригенных осадочных пород и отличаются пористостью 18−32 %. Проницаемость варьируется от 0,12 до 0,723 мкм². Коэффициент насыщения нефтью составляет 0,65—0,8. Начальные пластовые давления — 3,5—9,2 МПа; температуры изменяются от 19 до 500 °C.
Плотность нефти составляет 0,885—0,918 г/см³. Нефть сернистая и малосернистая (содержание серы 0,32—1,29 %), малопарафинистая и парафинистая (содержание парафинов 0,28-4,23 %); содержание асфальта 0,4—0,6 %, силикагелевых смол — 3—7,2 %. Состав газа: 96,2 % метана, 0,5 % этана, 0,9 % пропана, 1,4 % азота и инертных газов, 0,7 % углекислого газа. Попутные воды хлорокальциевого типа, плотностью 1,045—1,122 г/см³ и минерализацией 67,2—177,8 г/л.
Геологические запасы оценивается 100 млн т нефти надсолевой этаж.

## История освоения
Месторождение открыто в 1934 году после сейсморазведочных работ по методу отражённых волн, состоявшихся в 1931 году. Поисковое бурение было начато в 1937 году. Эксплуатация ведётся с 1949 года. Оператором месторождения является казахская нефтяная компания Разведка Добыча «КазМунайГаз».
В связи с освоением месторождения в 1946 году был основан посёлок Каратон, в 1990-е годы переселённый на новое место и получивший название Жана Каратон.